# José Lázaro Neves
José Lázaro Neves CM (* 28. April 1902 in Campo Belo, Minas Gerais, Brasilien; † 1. Mai 1991) war Bischof von Assis.

## Leben
José Lázaro Neves trat der Ordensgemeinschaft der Lazaristen bei und empfing am 19. Dezember 1926 das Sakrament der Priesterweihe.
Am 30. August 1948 ernannte ihn Papst Pius XII. zum Titularbischof von Abari und zum Weihbischof in Assis. Der Erzbischof von Mariana, Helvécio Gomes de Oliveira SDB, spendete ihm am 21. November desselben Jahres die Bischofsweihe; Mitkonsekratoren waren der Bischof von Caratinga, João Batista Cavati CM, und der Weihbischof in Mariana, Daniel Tavares Baeta Neves.
Pius XII. ernannte ihn am 12. Februar 1952 zum Koadjutorbischof von Assis. José Lázaro Neves wurde am 11. Februar 1956 in Nachfolge des verstorbenen Antônio José dos Santos CM Bischof von Assis. Am 20. Juli 1977 nahm Papst Paul VI. das von Neves aus Altersgründen vorgebrachte Rücktrittsgesuch an.
José Lázaro Neves nahm an allen vier Sitzungsperioden des Zweiten Vatikanischen Konzils teil.